# Списак иностраних музичких извођача који су наступали у Београду током 2016. године
Овај чланак садржи списак иностраних музичких извођача који су током 2016. године наступали у Београду.

## Списак
| Датум              | Извођач                                           | Локација              | Изв.   |
| ------------------ | ------------------------------------------------- | --------------------- | ------ |
| 26. јануар         | Трики                                             | Дом омладине Београда | [ 1 ]  |
|                    |                                                   |                       |        |
| 5. фебруар         | Сједињене Америчке Државе                         | Миксер хаус           | [ 2 ]  |
| 6. фебруар         | Сједињене Америчке Државе                         | Културни центар Град  | [ 3 ]  |
| 6. фебруар         | Рајли Вокер                                       | Ган клаб              | [ 4 ]  |
| 8. фебруар         | Шведска                                           | Миксер хаус           | [ 5 ]  |
| 20. фебруар        | Грег Дули                                         | Дом омладине Београда | [ 6 ]  |
|                    |                                                   |                       |        |
| 9. и 10. март      | Марио Бјонди                                      | Битеф арт кафе        | [ 7 ]  |
| 12. март           | Лус Касал (у оквиру Гитар арт фестивала)          | Сава центар           | [ 8 ]  |
| 12. март           | Уједињено Краљевство                              | Дом омладине Београда | [ 9 ]  |
| 16. март           | Белгија                                           | Дом омладине Београда | [ 10 ] |
| 17. март           | Села Су                                           | Битеф арт кафе        | [ 11 ] |
| 25. март           | Ден Стјуарт + Фернандо + Антонио Граментијери     | Електропионир         | [ 12 ] |
| 30. март           | Сједињене Америчке Државе                         | Културни центар Град  | [ 13 ] |
|                    |                                                   |                       |        |
| 1. април           | Сједињене Америчке Државе                         | Дом омладине Београда | [ 14 ] |
| 12. април          | Уједињено Краљевство                              | Магацин Депо          | [ 15 ] |
| 24. април          | Ејми Лавир + Вил Секстон                          | Културни центар Град  | [ 16 ] |
|                    |                                                   |                       |        |
| 7. мај             | Џек Обливијан The Sheiks Ејми Лавир + Вил Секстон | Дом омладине Београда | [ 17 ] |
| 10. мај            | Енрике Иглесијас                                  | Београдска арена      | [ 18 ] |
| 11. мај            | Гвин Ештон                                        | Електропионир         | [ 19 ] |
| 18. мај            | Сједињене Америчке Државе                         | Дом омладине Београда | [ 20 ] |
|                    |                                                   |                       |        |
| 22. јун            | Џон Њуман                                         | Стадион Ташмајдан     | [ 21 ] |
| 23. јун            | Уједињено Краљевство                              | Стадион Ташмајдан     | [ 22 ] |
|                    |                                                   |                       |        |
| 4. јул             | Сједињене Америчке Државе                         | Електропионир         | [ 23 ] |
| 6. јул             | Демијен Џурадо                                    | Дом омладине Београда | [ 24 ] |
| 20. јул            | Сједињене Америчке Државе                         | Електропионир         | [ 25 ] |
|                    |                                                   |                       |        |
| 15. август         | Сједињене Америчке Државе                         | Дом омладине Београда | [ 26 ] |
| 17. август         | (у оквиру Београдског фестивала пива)             | Ушће                  | [ 27 ] |
| 18. август         | Кинг Дјуд                                         | Дом омладине Београда | [ 28 ] |
| 26. август         | Сједињене Америчке Државе                         | Дом омладине Београда | [ 29 ] |
| 27. август         | Шведска                                           | О.У.Р. Бар            | [ 30 ] |
|                    |                                                   |                       |        |
| 8. септембар       | Уједињено Краљевство                              | Електропионир         | [ 31 ] |
| 10. септембар      | Сједињене Америчке Државе                         | Дом омладине Београда | [ 32 ] |
| 11. септембар      | Кет Пауер                                         | Дом омладине Београда | [ 33 ] |
| 14. септембар      | Ворел Дејн                                        | Дом омладине Београда | [ 34 ] |
| 27. септембар      | Сједињене Америчке Државе                         | Електропионир         | [ 35 ] |
| 30. септембар      | Сједињене Америчке Државе                         | Дом омладине Београда | [ 36 ] |
|                    |                                                   |                       |        |
| 4. октобар         | Уједињено Краљевство                              | Електропионир         | [ 37 ] |
| 5. и 6. октобар    | Уједињено Краљевство                              | Битеф арт кафе        | [ 38 ] |
| 19. октобар        | Мексико                                           | Културни центар Град  | [ 39 ] |
| 22. октобар        | Сједињене Америчке Државе                         | Дом омладине Београда | [ 40 ] |
| 25. и 26. октобар  | Кристина Бранко                                   | Битеф арт кафе        | [ 41 ] |
|                    |                                                   |                       |        |
| 2. новембар        | Сједињене Америчке Државе                         | Електропионир         | [ 42 ] |
| 5. новембар        | Италија                                           | Културни центар Град  | [ 43 ] |
| 6. новембар        | Уједињено Краљевство · Уједињено Краљевство       | Дом омладине Београда | [ 44 ] |
| 7. новембар        | Ијан Гилан (са Београдском филхармонијом)         | Сава центар           | [ 45 ] |
| 13. и 14. новембар | Хосе Џејмс                                        | Битеф арт кафе        | [ 46 ] |
| 14. новембар       | Макс и Игор Кавалера                              | Дом омладине Београда | [ 47 ] |
| 24. новембар       | Шари Вилијамс                                     | Дорћол плац           | [ 48 ] |
| 27. новембар       | Украјина · Украјина · Румунија                    | Културни центар Град  | [ 49 ] |
| 28. новембар       | Конча Буика                                       | Сава центар           | [ 50 ] |
| 30. новембар       | Сједињене Америчке Државе                         | Електропионир         | [ 51 ] |
|                    |                                                   |                       |        |
| 8. децембар        | Сједињене Америчке Државе                         | Миксер хаус           | [ 52 ] |